# 155 mm Artilleriegeschoss ACED Bonus
BONUS ist ein Artilleriegeschoss im Kaliber 155 mm mit zwei selbstzielsuchenden Wirkkörpern. Entwickelt wurde das Geschoss von Schweden und Frankreich. BONUS steht für Bofors Nutating Shell. In Frankreich wird das Geschoss MACED (Munitions Anti-Char à Effet Dirigé) bezeichnet.

## Entwicklung
Die Entwicklung des BONUS begann 1985 bei Bofors in Zusammenarbeit mit dem FMV (Försvarets materielverk). Das BONUS-Geschoss wurde konzipiert, um Panzerverbände mit präzisem, indirektem Feuer zu bekämpfen. Nachdem die Entwicklung ins Stocken geraten war, stieg 1992 die französische Firma GIAT in das Programm ein. Nach der Truppenerprobung war BONUS im Jahr 1995 bereit für die Serienfertigung. Die Kosten des Programms werden auf rund 247 Millionen Euro geschätzt. Im Jahr 1998 bestellten die Französischen Streitkräfte 6.000 und die Schwedischen Streitkräfte 3.000 Stück. Diese Geschosse wurden im Jahr 2002 ausgeliefert. Danach erfolgten Exporte in weitere Staaten. Heute wird das BONUS-Geschoss von BAE Systems und Nexter produziert. Bis Anfang 2022 wurden über 13.000 Geschosse hergestellt. Der Preis für ein BONUS-Geschoss beträgt in Abhängigkeit zur Bestellmenge 22.800–35.000 Euro.

## Varianten
- BONUS Mk 1: Version aus dem Jahr 1998.
- BONUS Mk 2: Version aus dem Jahr 2005 mit insensitivem Sprengstoff, verbesserter Elektronik und zusätzlichem Lidar.

## Technik
BONUS wurde entwickelt, um stehende und langsam fahrende Ziele bei Tag und Nacht sowie bei jeder Witterung zu bekämpfen. Dabei können getarnte und ungetarnte Lastkraftwagen, leicht gepanzerte Schützenpanzer sowie stark gepanzerte Kampfpanzer bekämpft werden. Das Geschoss entspricht dem Joint Ballistics Memorandum of Understanding für Kaliber 155 mm und kann somit aus einer Vielzahl von Artillerie-Geschützen verschossen werden. Mit einem Geschütz mit 39 Kaliberlängen (L/39) beträgt die maximale Schussdistanz 27 km. Mit einem Geschütz mit 52 Kaliberlängen (L/52) liegt die maximale Schussdistanz bei 35 km. Die minimale Schussdistanz beträgt 4 km. Die Lebensdauer bzw. maximale Lagerzeit für ein BONUS-Geschoss liegt bei 15 Jahren.

### Geschoss
BONUS verwendet den Geschosskörper des M864-Artilleriegeschosses. Der Geschosskörper ist ohne Zünder 0,805 m und mit Zünder 0,898 m lang. Im hohlen Geschosskörper ist hinter dem Zeitzünder eine pyrotechnische Ausstoßladung für die beiden Wirkkörper platziert. Am Geschossboden ist für die Reichweitensteigerung ein Base-Bleed-Glimmsatz montiert.

### Wirkkörper
In dem BONUS-Geschoss sind in zwei Containern jeweils ein selbstzielsuchender Wirkkörper platziert. Die Wirkkörper haben eine zylinderförmige Rumpfgeometrie mit einem Durchmesser von 138 mm und wiegen jeweils 6,53 kg. Oben auf dem Wirkkörper ist das Stabilisierungssystem mit zwei trapezförmigen Faltflügeln montiert. Weiter ist dort die Energieversorgung, die Elektronik für die Signalverarbeitung sowie die Sensoreinheit verbaut. Letztere verwendet einen Infrarot-Sensor sowie ein Lidar. Unten im Wirkkörper ist der Gefechtskopf mit einer projektilbildende Ladung angebracht. Diese verwendet neben dem Insensitivem Sprengstoff eine Einlage bzw. Auskleidung (englisch Liner) aus Tantal.

## Funktion
Das BONUS-Geschoss wird mit 155-mm-Artilleriegeschützen auf eine ballistische Flugbahn (Wurfparabel) verschossen. Nach einer vorbestimmten Zeit wird die Ausstoßladung aktiviert und die Container mit den Wirkkörpern werden aus dem Geschoss ausstoßen. Zu diesem Zeitpunkt befindet sich das Geschoss in einer Höhe von 800 bis 2200 m über dem Zielgebiet. Nach dem Ausstoßen entfalten sich an den Containern acht kleine Faltflügel, welche den Container abbremsen und den Fall stabilisieren. Danach werden die Wirkkörper aus den Containern ausgestoßen. Am Wirkkörper werden nun die Sensoren sowie die beiden Faltflügel ausgeklappt, welche den Wirkkörper stabilisieren und in Drehung versetzen. Der Wirkkörper fällt jetzt mit 45 m/s in Richtung Erdoberfläche und rotiert dabei mit 15 Umdrehungen pro Sekunde. Während des Falls sucht der Infrarot-Sensor das unter ihm liegende Gelände kreisförmig in einem Winkel von 30° nach Zielen ab. Dabei erfasst er die Wärmeausstrahlung von Fahrzeugmotoren. Der Sensor arbeitet mit zwei unterschiedlichen Wellenlängen und unterscheidet zwischen zerstörten (brennenden) und intakten Fahrzeugen. Zeitgleich misst das Lidar Unterschiede in der Höhe des Terrains, wie es durch das Vorhandenseins eines Fahrzeuges der Fall ist. Innerhalb von knapp 4 Sekunden wird ein kreisförmiges Zielgebiet mit 200 m Durchmesser nach Zielen abgesucht. Wird ein Ziel gefunden, zündet der Wirkkörper ab einer Höhe von 150 m die projektilbildende Ladung. Diese trifft im optimalen Fall den Geschützturm oder den Fahrzeugmotor und zerstört diesen. Der Penetrator hat dabei eine Geschwindigkeit von rund 2000 m/s und kann 100–140 mm Panzerstahl durchschlagen. Wenn der Wirkkörper kein Ziel ausmachen kann, fällt er zu Boden und wird dort durch einen Zeitzünder zur Detonation gebracht. Falls der Zeitzünder versagt, wird der Wirkkörper nach 15 Minuten durch Selbstneutralisation entschärft.
| Phase | Bild                                                  | Beschreibung |
| ----- | ----------------------------------------------------- | --- |
| 1     | An artillery piece fires a BONUS round                | BONUS wird aus einem 155-mm-Artilleriegeschütz verschossen. |
| 2     | The round flies through the air                       | Das Geschoss fliegt auf einer ballistischen Flugbahn bis zu 35 km weit. |
| 3     | The ejector pulls the submunitions clear of the shell | Nach einer vorbestimmten Flugzeit werden die Wirkkörper über dem Zielgebiet ausstoßen                                                                                           |
| 4     | The submunitions fall free                            | Nach dem Ausstoßen fallen die Wirkkörper in Richtung Zielgebiet. |
| 5     | The submunitions on winglets                          | Die Faltflügel der Wirkkörper entfaltet sich. Dadurch bewegen sich die Wirkkörper in einer spiralförmigen Trajektorie nach unten, während die Sensoren das Zielgebiet absuchen. |
| 6     | A submunition explodes above a tank                   | Mit dem Erkennen eines Ziels durch die Sensoren wird die projektilbildende Ladung gezündet. Dabei durchschlägt der Penetrator mit rund 2000 m/s die Dachpanzerung des Zieles.   |

## Kriegseinsätze

### Kampf gegen die Terrororganisation Islamischer Staat
Der erste Kriegseinsatz des BONUS-Geschosses erfolgte im Rahmen der Opération Chammal, der französischen Beteiligung an der Internationalen Allianz gegen den Islamischen Staat. Am 15. April 2008 beschossen die Französischen Streitkräfte mit CAESAR-Artilleriegeschützen einen Konvoi mit Fahrzeugen des IS. Dabei sollen mit vier BONUS-Geschossen acht Fahrzeuge zerstört worden sein.

### Russischer Überfall auf die Ukraine
BONUS-Geschosse werden im Zuge des russischen Überfalls auf die Ukraine 2022 von den Ukrainischen Streitkräften eingesetzt. Die Geschosse wurden im Rahmen der Auslandshilfen für die Ukraine aus NATO-Beständen geliefert. Die Ukrainischen Streitkräfte verwenden für die BONUS-Geschosse die Artilleriesysteme CAESAR, Archer, AHS Krab, und M777.

## Nutzerstaaten
- Finnland
- Frankreich
- Norwegen
- Saudi-Arabien
- Schweden
- Ukraine
- Vereinigtes Königreich
- Vereinigte Staaten

Quellen:

## Vergleichbare Systeme
- SMArt 155 aus Deutschland
- M898 SADARM aus den Vereinigten Staaten